# توموئه شینوهارا

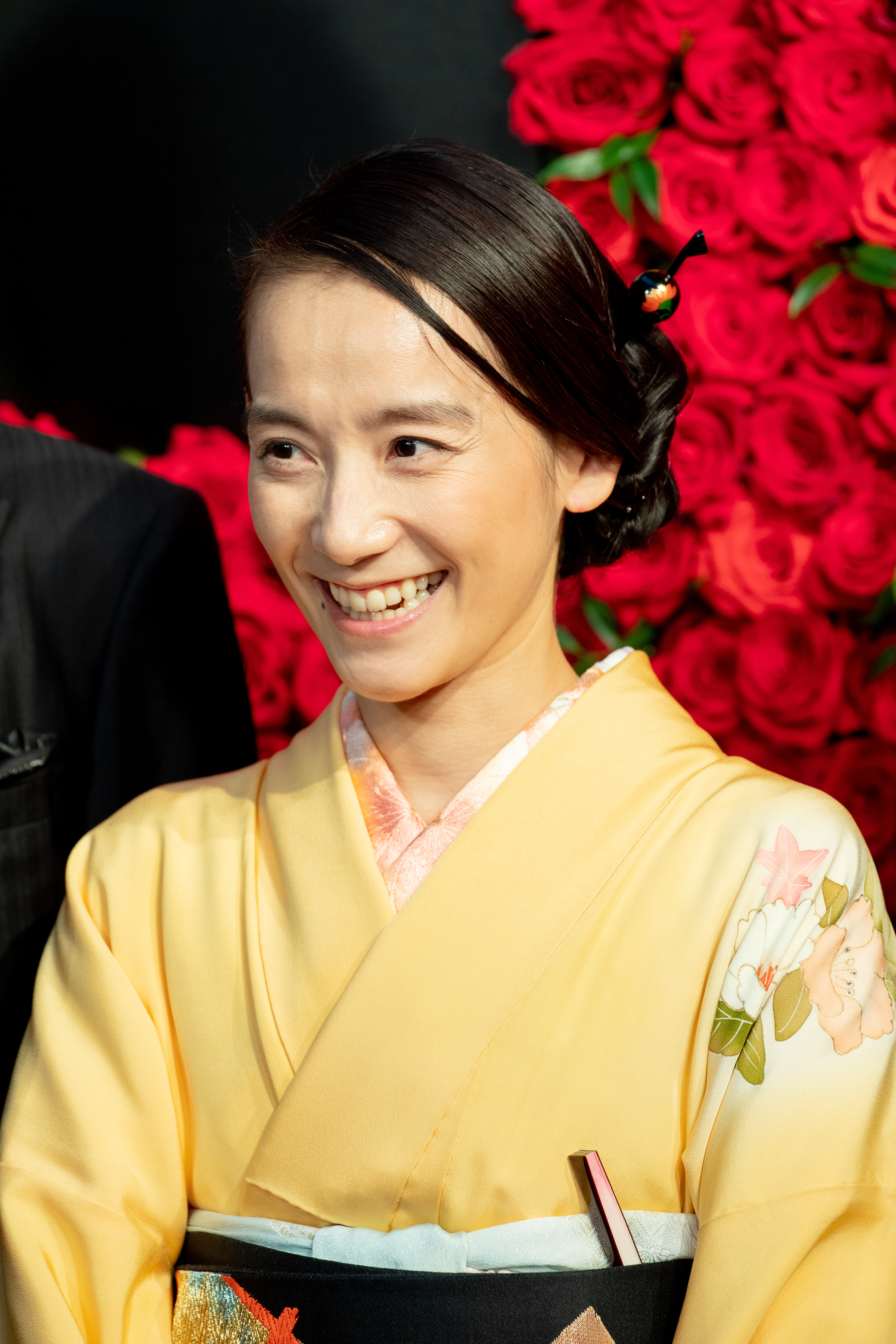
عکسی از توموئه شینوهارا در لباس سنتی

توموئه شینوهارا (انگلیسی: Tomoe Shinohara؛ زادهٔ ۲۹ مارس ۱۹۷۹) یک موسیقی‌دان اهل ژاپن است. وی از سال ۱۹۹۵ میلادی تاکنون مشغول فعالیت بوده‌است.